# 電子青年 (黛比·吉布森專輯)
《電子青年》（英語：Electric Youth）是美國女歌手黛比·吉布森第二張個人錄音室專輯，1989年1月由美國大西洋唱片公司發行。黛比·吉布森推出這張專輯時年僅19歲，她一人包辦了全部歌曲的創作。挾帶著第一張專輯《走出憂鬱》超高人氣的餘威，《電子青年》甫推出一個月隨即躍上冠軍寶座並蟬聯5週，全美銷售數字雙白金，成為黛比·吉布森成績最好的專輯。首支單曲〈Lost in Your Eyes〉順利拿下了3週冠軍，這是黛比·吉布森個人演唱生涯的代表作，也是她第二首全美冠軍曲。連續兩張專輯的成功出擊，讓未滿廿歲的黛比·吉布森迅速走紅，並成為當時全美樂壇最受歡迎的創作型才女歌手。

## 內容

### 專輯簡介
《電子青年》共收錄11首歌曲，這11首歌曲全都出自黛比·吉布森一人筆下，她一個人不但包辦了整張專輯的詞曲創作，她還兼任製作人。未滿廿歲的黛比·吉布森在《電子青年》中寫出了她給時下年輕人的夢想，她鼓勵歌迷們要勇於追尋理想，別小看忽視自己的力量，專輯中充滿積極正面的能量。

### 商業成績
《電子青年》在推出兩週後迅速進入美國專輯榜，1989年2月11日進榜首週成績為第42名，是當週進榜成績最高的專輯，一個月後，《電子青年》登上冠軍並蟬聯了5週。《電子青年》在專輯榜內共停留了51週，在全美地區銷售數字突破200萬張，成為雙白金專輯。

《電子青年》一共推出四首單曲，〈Lost in Your Eyes〉獲得3週冠軍，成為黛比·吉布森第二首全美冠軍曲。和專輯同名單曲〈電子青年〉未能打入前10名，僅獲得第11名。〈No More Rhyme〉和〈We Could Be Together〉分別獲得第17名和第71名。
《電子青年》在英國專輯榜獲得第8名，是黛比·吉布森在英國專輯榜最高成績，此張專輯的單曲均未能打進英國單曲榜前10名。

### 樂評獎項影響
黛比·吉布森17歲初試啼聲之作《走出憂鬱》在全美銷售三白金，雖然專輯僅拿下第7名，但是締造了四首Top 5單曲，其中〈Foolish Beat〉還是冠軍單曲，就在各方看好之下推出《電子青年》。在整個1980年代中，黛比·吉布森獲得5週冠軍的《電子青年》是僅次於瑪丹娜和惠妮·休斯頓兩位女藝人所締造的紀錄（寶拉·阿巴杜的《永遠是你的女孩》雖有10週冠軍，但有9週冠軍是在1990年代獲得）。黛比·吉布森連續兩張專輯均獲得佳績，讓她成為眾多青少年歌迷的偶像明星，這讓各界更是期待她的第三張專輯。

## 曲目
全碟曲詞：Debbie Gibson
全碟監製：Fred Zarr、Debbie Gibson
第一面：
1. "Who Loves Ya Baby?" (4:00)
2. "Lost In Your Eyes" (3:34)
3. "Love in Disguise" (4:17)
4. "Helplessly in Love" (4:10)
5. "Silence Speaks (a Thousand Words)" (3:37)
6. "Should've Been the One" (5:07)

第二面：
1. "Electric Youth" (4:55)
2. "No More Rhyme" (4:13)
3. "Over the Wall" (3:58)
4. "We Could Be Together" (5:33)
5. "Shades of the Past" (4:52)

CD贈品曲目：
1. "We Could Be Together" (Campfire Mix) (5:33)*
2. "No More Rhyme" (Acoustic Mix) (4:13)*